# Đu đủ rừng cuống dài
Đu đủ rừng cuống dài hay còn gọi đu đủ gai cuống dài (danh pháp khoa học: Trevesia longipedicellata) là một loài thực vật có hoa trong Họ Cuồng. Loài này được Grushv. & Skvortsova miêu tả khoa học đầu tiên năm 1984.